# Hyarotis
Hyarotis is een geslacht van vlinders van de familie dikkopjes (Hesperiidae).

## Soorten
- H. adrastus (Stoll, 1782)
- H. iadera (De Nicéville, 1895)
- H. microstictum (Wood-Mason & de Nicéville, 1887)
- H. stubbsi Eliot, 1959